# جيمس ميلز
جيمس ميلز هو سياسي كندي، ولد في 22 يونيو 1914، وتوفي في 15 فبراير 1997.